# Hans Dietzsch
Hans (Hubert) Dietzsch (* 19. oder 20. Jahrhundert; † 1979) war ein deutscher Kaufmann und von 1945 bis 1946 Oberbürgermeister der Stadt Landshut.

## Leben
Hans Hubert Dietzsch, genannt Peter, war der Sohn des Bildhauers Hans Hubert Dietzsch-Sachsenhausen. Der in Köln ansässige Kaufmann heiratete 1938 die Malerin Ursula Dietzsch-Kluth. Der gemeinsame Sohn ist der promovierte Volkswirt und Unternehmer Michael Dietzsch.
Während und nach dem Krieg hielt er sich überwiegend in Landshut auf. Nach dem gesundheitlich bedingten Rücktritt von Felix Meindl war er vom 3. Oktober 1945 bis 10. Juni 1946 von der amerikanischen Besatzungsmacht eingesetzter Oberbürgermeister der Stadt Landshut. Danach arbeitete er weiter als Unternehmer, zunächst im Baustoff-Großhandel bei der Dietzsch-Schröger-Gmbh. Später gründete er noch eine eigene Firma, die Dietzsch-Bodenbeläge. 
1966 heiratete er in zweiter Ehe die 38 Jahre jüngere Fotografin Erika. 1969 wird die Tochter Natalie geboren.